# جيمس أتكينسون (لاعب كرة قدم)
جيمس أتكينسون (بالإنجليزية: James Atkinson)‏ (6 يناير 1995 في المملكة المتحدة - ) هو لاعب كرة قدم بريطاني في مركز حراسة المرمى. لعب مع كوين أوف ساوث.

## وصلات خارجية
- جيمس أتكينسون على موقع Soccerbase.com (لاعب) (الإنجليزية)
- جيمس أتكينسون على موقع Soccerway.com (الإنجليزية)